# Atreyu
Atreyu (Атрею) — американський гурт, що грає музику у стилі «мелодійний металкор». За назву гурту було взято ім'я хлопчика Атрею з книги Нескінченна історія.
 Випустили 5 студійних альбомів та продали більше 1 млн копій.

## Історія

### Перші кроки
Гурт створювався протягом 1998–1999 років. За цей час музиканти випускають свій перший EP «Visions». Наступний EP гурт выпускає у 2001 році під назвою «Fractures In The Façade Of Your Porcelain Beature». Платівка включала в себе такі пісні:
| Номер | Назва                                      | Хв.  |  |
| 1.    | «Living Each Day Like You're Already Dead» | 3:00 |  |
| 2.    | «Tulips Are Better»                        | 3:27 |  |
| 3.    | «A Letter to Someone Like You»             | 3:19 |  |
| 4.    | «Taking Back Every Word That I Said»       | 4:11 |  |
| 5.    | «Someone's Standing On My Chest»           | 4:44 |  |

Міні-альбом «Fractures In The Façade Of Your Porcelain Beature» привернув до себе увагу впливового лейбла «Victory Records», який незабаром і запропонував музикантам контракт.

### Suicide Notes And Butterfly Kisses
Гурт випустив свій перший повноцінний альбом «Suicide Notes And Butterfly Kisses» у 2002 році. Платівка отримала значний успіх у шанувальників metalcore, а також отримала позитивні відгуки від музичної преси, включаючи видання: «LA Times», «Guitar Worlds» і «Metal Maniacs». На даний момент альбом розійшовся по світу в кількості понад 100. 000 копій. На початку наступного року, платівка «Suicide Notes And Butterfly Kisses» була перевидана з включенням додаткового DVD, що включає в себе зйомки з концерту групи. Протягом року «Atreyu» відіграли знаменитому фестивалі «Ozzfest» поряд з командами «Slipknot», «Lamb of God», «Bleeding Through» і «Hatebreed», а так же відзначилася на фестивалі «Vans Warped Tour» і вирушила у свій власний тур «Bitter, Broken, Bound and Gadded Tour» по Сполученим Штатам.

### The Curse

Логотип гурту

У 2004 році хлопці випускають свій другий альбом «The Curse», який виявився дуже успішним і розійшовся по світу в кількості понад 500.000 копій. Декілька пісень з альбому мали великий успіх у радіостанцій, кліпи що були зняті на пісні «Right Side of the Bed» та «The Crimson» також отримали схвальні відгуки від телеканалів «Fuse» та «MTV».
До альбому увійшли такі композиції:
| Номер | Назва                                        | Хв.   |  |
| 1.    | «Blood Children (An Introduction)»           | 1:14  |  |
| 2.    | «Bleeding Mascara»                           | 2:28  |  |
| 3.    | «Right Side of the Bed»                      | 3:42  |  |
| 4.    | «This Flesh a Tomb»                          | 4:00  |  |
| 5.    | «You Eclipsed by Me»                         | 3:40  |  |
| 6.    | «The Crimson»                                | 4: 01 |  |
| 7.    | «The Remembrance Ballad»                     | 4:31  |  |
| 8.    | «An Interlude»                               | 2:09  |  |
| 9.    | «Corseting»                                  | 2:12  |  |
| 10.   | «Demonology and Heartache»                   | 3:42  |  |
| 11.   | «My Sanity on the Funeral Pyre»              | 3:40  |  |
| 12.   | «Nevada's Grace»                             | 3:50  |  |
| 13.   | «Five Vicodin Chased with a Shot of Clarity» | 4:26  |  |

Також у лімітовану версію альбому було включено бонусний трек «You Give Love a Bad Name», який послужив саундтреком до фільму «Mr. and Mrs. Smith»
Протягом літа 2005 року альбом «The Curse» був перевиданий з новим оформленням і додатковим DVD, що містив чотири відеокліпи. Навесні 2005 року гурт вирушив у власний тур «Thick As Thickers Tour» в компанії з «Norma Jean», «Unearth» «Scars Of Tomorrow». По завершенні власного туру музиканти приєдналися до туру «Taste Of Chaos», в компанії з «The Used», «My Chemical Romance», «Killswitch Engage», «Senses Fail», «Underoath» и «A Static Lullaby». Цей тур був відображений на DVD «Taste Of Chaos». Протягом року «Atreyu» в черговий раз засвітилися на «Vans Warped Tour», де їм була відведена головна сцена фестивалю.

### A Death Grip On Yesterday

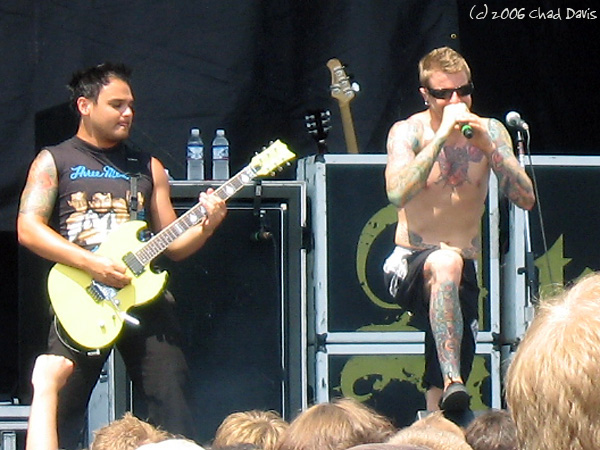
2006 рік

Навесні 2006 року Atreyu представили свій третій альбом «A Death Grip On Yesterday». Альбом посів 9-те місце у чарті Billboard 200 та 1 місце у чарті Top Independent Albums. Було продано більше 350.000 копій. Пвродовж року гурт виступив знову на «Taste Of Chaos» з такими командами як: «Silverstein», «Thursday», «Thrice» та «Dottones».
Перелік треків, що увійшли до платівки:
| Номер | Назва                                         | Хв.  |  |
| 1.    | «Creature»                                    | 2:59 |  |
| 2.    | «Shameful»                                    | 3:30 |  |
| 3.    | «Our Sick Story (Thus Far)»                   | 3:32 |  |
| 4.    | «The Theft»                                   | 3:58 |  |
| 5.    | «We Stand Up»                                 | 3:07 |  |
| 6.    | «Ex's and Oh's»                               | 3:32 |  |
| 7.    | «Your Private War»                            | 3:34 |  |
| 8.    | «My Fork In the Road (Your Knife In My Back)» | 3:26 |  |
| 9.    | «Untitled Finale»                             | 5:19 |  |

### Lead Sails Paper Anchor
Літом 2007 року вийшов четвертий альбом — «Lead Sails Paper Anchor», який посів 8-ме місце у англійському чарті Billboard 200, 1 місце на Rock Albums, 1 місце на Alternative Albums  також 1 місце у чарті Hard Rock Albums. Треки «Becoming the Bull» та «Falling Down» потрапили на 5 місця у чарті Hot Mainstream Rock Tracks. За першу неділю було продано 43.000 копії. Наступного року альбом був перевиданий під назвою «Lead Sails Paper Anchor 2.0» в який увійшло 3 нових треки: «The Squeeze», «Epic (Faith No More cover)» та «Clean Sheets (Descendents cover)».
Загалом до альбому увійшло 14 пісень:
| Номер | Назва                                              | Хв   |  |
| 1.    | «Doomsday»                                         | 3:20 |  |
| 2.    | «Honor»                                            | 3:09 |  |
| 3.    | «Falling Down»                                     | 3:00 |  |
| 4.    | «Becoming the Bull»                                | 3:41 |  |
| 5.    | «When Two Are One»                                 | 4:41 |  |
| 6.    | «Lose It»                                          | 3:58 |  |
| 7.    | «No One Cares»                                     | 3:03 |  |
| 8.    | «Can't Happen Here»                                | 4:02 |  |
| 9.    | «Slow Burn»                                        | 3:26 |  |
| 10.   | «Blow» (Featuring Josh Todd)                       | 4:09 |  |
| 11.   | «Lead Sails (And a Paper Anchor)»                  | 4:23 |  |
| 12.   | «The Squeeze» (On Re-release)                      | 4:05 |  |
| 13.   | «Epic (Faith No More cover)» (On Re-release)       | 4:54 |  |
| 14.   | «Clean Sheets (Descendents cover)» (On Re-release) | 3:13 |  |

2008-го року у черговий раз Atreyu провели Taste of Chaos тур по Сполученим Штатам разом з  Avenged Sevenfold, Bullet for My Valentine, D'espairsRay, Mucc, та Blessthefall; Та по Великій Британії з  Story of the Year та As I Lay Dying. З липня по серпень виступали на фестивалі Projekt Revolution, на який їх запросили Linkin Park — організатори цього дійства.

### Congregation of The Damned

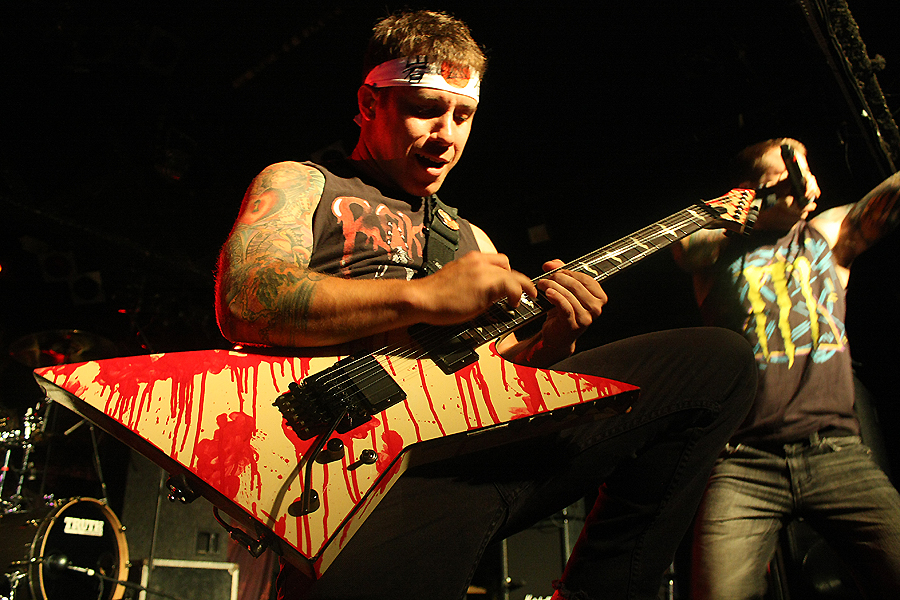

П'ятий альбом гурту, названий «Congregation of The Damned» був випущений 29 жовтня 2009 року.
Список треків:
| Номер | Назва                                                   | Хв.  |  |
| 1.    | «Stop! Before It's Too Late and We've Destroyed It All» | 3:50 |  |
| 2.    | «Bleeding Is a Luxury»                                  | 3:32 |  |
| 3.    | «Congregation of the Damned»                            | 3:31 |  |
| 4.    | «Coffin Nails»                                          | 3:23 |  |
| 5.    | «Black Days Begin»                                      | 3:53 |  |
| 6.    | «Gallows»                                               | 3:29 |  |
| 7.    | «Storm to Pass»                                         | 3:48 |  |
| 8.    | «You Were the King, Now You're Unconscious»             | 5:08 |  |
| 9.    | «Insatiable»                                            | 4:01 |  |
| 10.   | «So Wrong»                                              | 3:20 |  |
| 11.   | «Ravenous»                                              | 3:08 |  |
| 12.   | «Lonely»                                                | 3:40 |  |
| 13.   | «Wait for You»                                          |      |  |

| Бонусні треки: |                                         |      |  |
| Номер          | Назва                                   | Хв.  |  |
| 14.            | «We Are the Living Dead»                | 3:45 |  |
| 15.            | «Bravery»                               | 3:42 |  |
| 16.            | «Another Night (Wishing I Wasn't Here)» | 4:16 |  |

### 2011–2014
У 2011 році гурт опублікував наступне повідомлення: «Atreyu вирішили взяти довгу паузу після 11 років активності. Ми не розвалюємося, але ми не будемо писати пісні та їздити в турне якийсь час — просто беремо паузу для відновлення сил і повністю присвятимо себе іншим аспектам нашого життя. Спасибі всім, хто підтримував нас і дав нам підстави на існування всі ці 11 років. Ми сподіваємося знову зустрітися з усіма вами одного чудового дня, ну а поки… у кожного з нас є свої проекти і ми будемо раді, якщо ви звернете на них свою увагу»
1 липня 2014 року гурт заявив, що повертається до активної творчості. 5 вересня випустили трек під назвою «So Others May Live».

### 2015 – наші дні
18 вересня 2015 року виходить шостий студійний альбом гурту під назвою «Long Live»

## Склад гурту

### Поточні учасники
- Алекс Варкатзас (англ. Alex Varkatzas) — вокал (1998 — теперішній час)
- Брендон Селлєр (англ. Brandon Saller) — барабани, вокал (1998 — теперішній час)
- Ден Джейкобс (англ.  Dan Jacobs) — соло-гітара, бек-вокал (1998 — теперішній час)
- Тревіс Мігель (англ. Travis Miguel) — ритм-гітара (2000 — теперішній час)
- Марк Макнайт (англ. Marc McKnight) — бас-гітара, бек-вокал (2004 — теперішній час)

### Колишні учасники
- Брайан О'Донел (англ. Brian O'Donnell) — бас-гітара (1998)
- Кріс Томпсон (англ. Chris Thompson) — бас-гітара (2001–2003)
- Кайл Стенлі (англ. Kyle Stanley) —  бас-гітара (1998–2001)

## Дискографія
Студійні альбоми
- 2002: Suicide Notes and Butterfly Kisses
- 2004: The Curse
- 2006: A Death-Grip on Yesterday
- 2007: Lead Sails Paper Anchor
- 2009: Congregation of the Damned
- 2015: Long Live
- 2018: In Our Wake

Збірники
- 2007: The Best Of… Atreyu

Міні-альбоми
- 1998: Visions
- 2001: Fractures in the Facade of Your Porcelain Beauty
- 2010: Covers of the Damned